# Agenezja

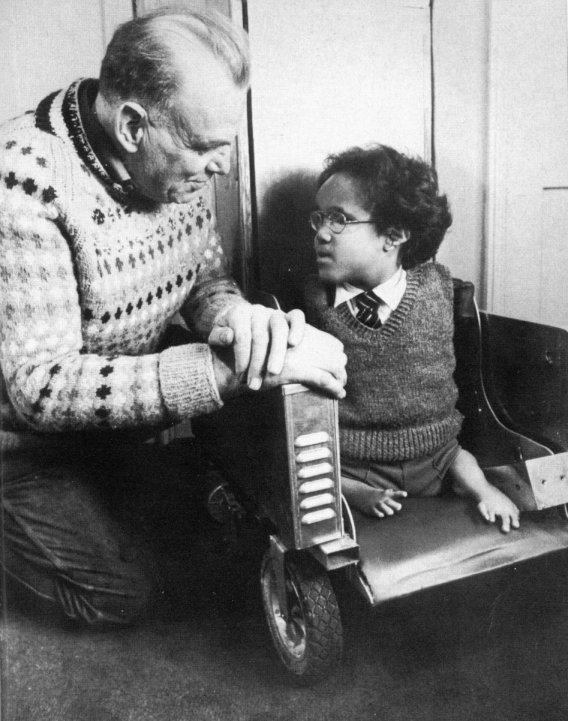
Dziecko chore na fokomelię (w tym przypadku wskutek talidomidu)

Agenezja (łac. agenesia, z gr. a- + génesis = powstanie) – zaburzenie rozwojowe polegające na niewykształceniu się zawiązka narządu, a w konsekwencji tegoż narządu. 
Do częstszych patologii należą:
- agenezja nerki
- agenezja ciała modzelowatego
- anodoncja
- fokomelia